# Dąbrówka (powiat Wołomiński)
Dąbrówka is een dorp in het Poolse woiwodschap Mazovië, in het district Wołomiński. De plaats maakt deel uit van de gemeente Dąbrówka en telt 535 inwoners.